# گمینا واپانوو
گمینا واپانوو (به لهستانی:  Gmina Łapanów) یک گمینا در لهستان است که در شهرستان بوخنگا واقع شده‌است. گمینا واپانوو ۷۱٫۱۸ کیلومتر مربع مساحت و ۷٬۵۳۳ نفر جمعیت دارد.